# 多依娜·斯珀尔库
多依娜·斯珀尔库（羅馬尼亞語：Doina Spîrcu，1970年7月24日—），旧姓克拉琼（Craciun），罗马尼亚女子赛艇运动员。她曾代表罗马尼亚参加1996年和2000年夏季奥林匹克运动会赛艇比赛，其中1996年奥运会获得一枚金牌。